# 石木隆治
石木 隆治（いしき たかはる）は日本のフランス文学者、文学博士、元東京学芸大学欧米研究教室教授。専攻はプルーストを中心としたフランス文学、映像研究などの表象文化論である。現在はヨーロッパを中心とする多言語多文化主義など思想・社会科学的な分野にも取り組んでいる。

## 学歴
- 東京大学文学部フランス文学科卒業
- 早稲田大学人文科学研究科大学院フランス文学科単位取得満期退学
- パリ大学人文科学研究科卒業（文学博士、パリ大学）